# Nifon I (patriarcha Konstantynopola)
Nifon I, gr.  Νήφων Α΄, Nifōn I – patriarcha Konstantynopola od 9 maja 1310 do 11 kwietnia 1314.

## Życiorys
Jako biskup Cyzyku Nifon finansował odbudowę murów miejskich i pozwolił schronić się w ich obrębie uciekinierom.
9 maja 1310 r. zastąpił na stolicy patriarszej ascetycznego Atanazego I. W odróżnieniu od swego poprzednika miał zamiłowanie do zbytku. Na początku swego urzędowania doprowadził do zakończenia schizmy arseniańskiej, dzielącej Kościół Wschodni od niemal pięćdziesięciu lat, od czasu złożenia z urzędu patriarchy Arseniusza I przez cesarza Michała VIII Paleologa. Stopniowa utrata przez Cesarstwo prowincji azjatyckich spowodowała osłabienie ugrupowania arsenitów, wywodzącego się głównie z Azji Mniejszej. Ostateczny kres schizmie położyło przeniesienie zwłok patriarchy Arseniusza do kościoła Hagia Sophia i przyjęcie przez patriarchę Nifona sześciu warunków arsenitów. Ostatecznie „absolucja w imieniu Arseniusza” dokonana przez patriarchę Nifona 14 września 1310 r. zakończyła rozdwojenie.